# Campylorhynchus fasciatus
Campylorhynchus fasciatus là một loài chim trong họ Họ Tiêu liêu.
Loài chim này được tìm thấy ở Ecuador và Peru. Môi trường sống tự nhiên của chúng là rừng nhiệt đới hoặc cận nhiệt đới khô, rừng ẩm vùng đất thấp nhiệt đới hoặc cận nhiệt đới, vùng cây bụi khô nhiệt đới hoặc cận nhiệt đới, và khu vực cây bụi mọc ở nơi có độ cao cao nhiệt đới hoặc cận nhiệt đới.